# Benny Cristo
da Silva Cristóvão est un nom portugais ; le premier nom de famille (d'usage facultatif) est da Silva et le second est Cristóvão.
Benny Cristo, de son vrai nom Ben da Silva Cristóvão, né le 8 juin 1987 à Plzeň en Tchéquie, est un chanteur et jiujitsuka tchéco-angolais. Il devait représenter la Tchéquie au Concours Eurovision de la chanson 2020, qui devait se tenir à Rotterdam aux Pays-Bas, avec sa chanson Kemama, avant l'annulation du concours à la suite de la pandémie de COVID-19. Il est reconduit l'année suivante avec la chanson "Omaga", sélectionné en interne par la chaîne tchèque.

## Carrière
Benny Cristo a été révélé en 2009, lorsqu'il participe à l'émission de télé-crochet Česko Slovenská SuperStar, version tchéco-slovaque de Nouvelle Star. Il sort son premier album, Definitely Different, en 2010. Son deuxième album, Benny Cristo, sort en 2011, et son troisième album, Made in Czechoslovakia, sort en 2014. 

Il est annoncé en février 2020 qu'il sera le  représentant de la Tchéquie au Concours Eurovision de la chanson 2020 avec sa chanson Kemama. Il aurait dû participer à la seconde demi-finale le 14 mai 2020, puis, en cas de qualification, à la finale du samedi 16. En mai 2020, il a été confirmé que Cristo chanterait pour la République tchèque lors de l'événement 2021 avec une nouvelle chanson.
La chanson "Omaga" est présentée en février 2021, sélectionnée en interne par la chaîne. Il participera à la deuxième-demi finale du Concours Eurovision de la Chanson 2021.

## Discographie

### Albums
- 2010: Definitely Different
- 2011: Benny Cristo
- 2014: Made in Czechoslovakia

### Extended plays
- 2017: Poslední
- 2019: Live Ben
- 2019: Kontakt

### Singles
- 2013: Be Mine
- 2014: Těžký váhy
- 2014: Nemůžu si dovolit
- 2014: Utebebejt
- 2015: Žijuproto
- 2015: Ironben
- 2015: Tabu
- 2016: Asio
- 2016: Pure Girl
- 2016: Food Revolution Day
- 2016: Penny
- 2017: TV Shows
- 2018: Padam
- 2018: Mowgli
- 2018: Smitko
- 2018: Naha
- 2018: Rekviem
- 2019: Stories
- 2019: Aleiaio
- 2020: Kemama
- 2021 : Omaga